# 4 × 100 meter stafett för herrar i friidrott vid olympiska sommarspelen 2000
4 x 100 meter stafett för herrar vid olympiska sommarspelen 2000 i Sydney avgjordes 29-30 september. 

## Medaljörer
| Gren          | Guld                                                                                           | Guld  | Silver                                                                                            | Silver | Brons                                                                     | Brons |
| 4 x 100 meter | USA Jon Drummond Bernard Williams Brian Lewis Maurice Greene Tim Montgomery* Kenny Brokenburr* | 37,61 | Brasilien Vicente de Lima Edson Ribeiro André Domingos da Silva Claudinei da Silva Cláudio Souza* | 37,90  | Kuba Luis Alberto Pérez-Rionda Iván García Freddy Mayola José Ángel César | 38,04 |

## Resultat
- Q innebär avancemang utifrån placering i heatet.
- q innebär avancemang utifrån total placering.
- DNS innebär att personen inte startade.
- DNF innebär att personen inte fullföljde.
- DQ innebär diskvalificering.
- NR innebär nationellt rekord.
- OR innebär olympiskt rekord.
- WR innebär världsrekord.
- PB innebär personligt rekord.
- SB innebär säsongsbästa.

### Försöksheat
| Heat 1 av 5 Datum: Fredagen den 29 september 2000 | Heat 1 av 5 Datum: Fredagen den 29 september 2000 | Heat 1 av 5 Datum: Fredagen den 29 september 2000 | Heat 1 av 5 Datum: Fredagen den 29 september 2000                                 | Heat 1 av 5 Datum: Fredagen den 29 september 2000 | Heat 1 av 5 Datum: Fredagen den 29 september 2000 | Heat 1 av 5 Datum: Fredagen den 29 september 2000 | Heat 1 av 5 Datum: Fredagen den 29 september 2000 | Heat 1 av 5 Datum: Fredagen den 29 september 2000 |
| Placering                                         | Placering                                         | Nation                                            | Löpare                                                                            | Bana                                              | Reaktion                                          | Tid                                               | Kval.                                             | Rekord                                            |
| Heat                                              | Totalt                                            | Nation                                            | Löpare                                                                            | Bana                                              | Reaktion                                          | Tid                                               | Kval.                                             | Rekord                                            |
| ------------------------------------------------- | ------------------------------------------------- | ------------------------------------------------- | --------------------------------------------------------------------------------- | ------------------------------------------------- | ------------------------------------------------- | ------------------------------------------------- | ------------------------------------------------- | ------------------------------------------------- |
| 1                                                 | 11                                                | Elfenbenskusten                                   | Eric Pacôme N'Dri, Ahmed Douhou, Yves Sonan, Ibrahim Meité                        | 7                                                 | 0,342 s                                           | 39,06 s                                           | Q                                                 |                                                   |
| 2                                                 | 13                                                | Thailand                                          | Kongdech Natenee, Vissanu Sophanich, Boonyarit Phuksachat, Sittichai Suwonprateep | 3                                                 | 0.196 s                                           | 39.13 s                                           | Q                                                 |                                                   |
| 3                                                 | 19                                                | Guatemala                                         | Nolberto Rolando Blanco, Oscar Meneses, Jose Haroldo Meneses Gonzalez, J. Tinoco  | 6                                                 | 0.181 s                                           | 39.34 s                                           |                                                   |                                                   |
| 4                                                 | 23                                                | Bahamas                                           | Renward Wells, Dominic Demeritte, Iram Lewis, Wellington Saunders Whymms          | 2                                                 | 0.139 s                                           | 39.57 s                                           |                                                   |                                                   |
| 5                                                 | 25                                                | Cypern                                            | Anthimos Rotos, Anninos Marcoullides, Prodromos Katsantonis, Yiannakis Zisimides  | 4                                                 | 0.460 s                                           | 39.75 s                                           |                                                   |                                                   |
| 6                                                 | 31                                                | Jugoslavien                                       | Slobodan Spasic, Predrag Momirovic, Milos Sakic, Milan Petakovic                  | 8                                                 | 0.245 s                                           | 39.99 s                                           |                                                   |                                                   |
| 7                                                 | 35                                                | Indien                                            | Anna Durai, Rajeev Balakrishnan, Ajay Raj Singh, Anil Kumar Prakash               | 5                                                 | 0.151 s                                           | 40.23 s                                           |                                                   |                                                   |
| 8                                                 |                                                   | Storbritannien                                    | Allyn Condon, Jason Gardener, Marlon Devonish, Dwain Chambers                     | 1                                                 | 0.175 s                                           | DQ                                                |                                                   |                                                   |

| Heat 2 av 5 Datum: Fredagen den 29 september 2000 | Heat 2 av 5 Datum: Fredagen den 29 september 2000 | Heat 2 av 5 Datum: Fredagen den 29 september 2000 | Heat 2 av 5 Datum: Fredagen den 29 september 2000                              | Heat 2 av 5 Datum: Fredagen den 29 september 2000 | Heat 2 av 5 Datum: Fredagen den 29 september 2000 | Heat 2 av 5 Datum: Fredagen den 29 september 2000 | Heat 2 av 5 Datum: Fredagen den 29 september 2000 | Heat 2 av 5 Datum: Fredagen den 29 september 2000 |
| Placering                                         | Placering                                         | Nation                                            | Löpare                                                                         | Bana                                              | Reaktion                                          | Tid                                               | Kval.                                             | Rekord                                            |
| Heat                                              | Totalt                                            | Nation                                            | Löpare                                                                         | Bana                                              | Reaktion                                          | Tid                                               | Kval.                                             | Rekord                                            |
| ------------------------------------------------- | ------------------------------------------------- | ------------------------------------------------- | ------------------------------------------------------------------------------ | ------------------------------------------------- | ------------------------------------------------- | ------------------------------------------------- | ------------------------------------------------- | ------------------------------------------------- |
| 1                                                 | 2                                                 | Brasilien                                         | Vicente de Lima, Édson Ribeiro, André Domingos da Silva, Cláudio Roberto Souza | 8                                                 | 0,153 s                                           | 38,32 s                                           | Q                                                 |                                                   |
| 2                                                 | 7                                                 | Italien                                           | Francesco Scuderi, Alessandro Cavallaro, Maurizio Checcucci, Andrea Colombo    | 5                                                 | 0.429 s                                           | 38.84 s                                           | Q                                                 | SB                                                |
| 3                                                 | 8                                                 | Nigeria                                           | Uchenna Emedolu, Nnamdi Anusim, Sunday Emmanuel, Deji Aliu                     | 4                                                 | 0.175 s                                           | 38.35 s                                           | q                                                 | SB                                                |
| 4                                                 | 9                                                 | Jamaica                                           | Donovan Powell, Dwight Thomas, Lindel Frater, Llewellyn Bredwood               | 3                                                 | 0.220 s                                           | 38.97 s                                           | q                                                 |                                                   |
| 5                                                 | 15                                                | Slovenien                                         | Matic Šušteršic, Matic Osovnikar, Bostjan Fridrih, Urban Acman                 | 6                                                 | 0.146 s                                           | 39.25 s                                           | q                                                 | NR                                                |
| 6                                                 | 27                                                | Liberia                                           | Kouty Mawenh, Sayon Cooper, Andrew Reyes, Koiyan Morlu                         | 7                                                 | 0.175 s                                           | 39.77 s                                           |                                                   | NR                                                |
| 7                                                 | 33                                                | Hongkong                                          | Wai Lok To, Kwan Lung Ho, Hon Sing Tang, Wai Hung Chiang                       | 2                                                 | 0.182 s                                           | 40.15 s                                           |                                                   |                                                   |
| 8                                                 | 34                                                | Chile                                             | Diego Valdés, Ricardo Roach, Rodrigo Roach, Juan Pablo Faúndez                 | 1                                                 | 0.161 s                                           | 40.20                                             |                                                   |                                                   |

| Heat 3 av 5 Datum: Fredagen den 29 september 2000 | Heat 3 av 5 Datum: Fredagen den 29 september 2000 | Heat 3 av 5 Datum: Fredagen den 29 september 2000 | Heat 3 av 5 Datum: Fredagen den 29 september 2000                                  | Heat 3 av 5 Datum: Fredagen den 29 september 2000 | Heat 3 av 5 Datum: Fredagen den 29 september 2000 | Heat 3 av 5 Datum: Fredagen den 29 september 2000 | Heat 3 av 5 Datum: Fredagen den 29 september 2000 | Heat 3 av 5 Datum: Fredagen den 29 september 2000 |
| Placering                                         | Placering                                         | Nation                                            | Löpare                                                                             | Bana                                              | Reaktion                                          | Tid                                               | Kval.                                             | Rekord                                            |
| Heat                                              | Totalt                                            | Nation                                            | Löpare                                                                             | Bana                                              | Reaktion                                          | Tid                                               | Kval.                                             | Rekord                                            |
| ------------------------------------------------- | ------------------------------------------------- | ------------------------------------------------- | ---------------------------------------------------------------------------------- | ------------------------------------------------- | ------------------------------------------------- | ------------------------------------------------- | ------------------------------------------------- | ------------------------------------------------- |
| 1                                                 | 10                                                | Frankrike                                         | Frédéric Krantz, David Patros, Christophe Cheval, Jérôme Eyana                     | 5                                                 | 0,163 s                                           | 39,00 s                                           | Q                                                 |                                                   |
| 2                                                 | 14                                                | Grekland                                          | Georgios Theodoridis, Konstadinos Kederis, Alexios Alexopoulos, Aggelos Pavlakakis | 2                                                 | 0.236 s                                           | 39.21 s                                           | Q                                                 |                                                   |
| 3                                                 | 16T                                               | Kanada                                            | Bradley McCuaig, Glenroy Gilbert, Pierre Browne, Nicolas Macrozonaris              | 6                                                 | 0.458 s                                           | 39.26 s                                           | q                                                 | SB                                                |
| 3                                                 | 16T                                               | Irland                                            | John McAdorey, Gary Ryan, Tom Comyns, Paul Brizzell                                | 4                                                 | 0.226 s                                           | 39.26 s                                           |                                                   | NR                                                |
| 5                                                 | 22                                                | Mauritius                                         | Jonathan Chimier, Eric Milazar, Stéphan Buckland, Fernando Augustin                | 8                                                 | 0.419 s                                           | 39.55 s                                           |                                                   |                                                   |
| 6                                                 | 26                                                | Israel                                            | Kfir Golan, Gidon Yablonka, Tommy Kafri, Aleksandr Porkhomovskiy                   | 7                                                 | 0.237 s                                           | 39.76 s                                           |                                                   |                                                   |
| 7                                                 | 30                                                | Saudiarabien                                      | Mohammed M M Alyami, Mubarak Ata Mubarak, Salem Mubarak Al-Yami, Jamal Al-Saffar   | 7                                                 | 0.193 s                                           | 39.94 s                                           |                                                   |                                                   |
|                                                   |                                                   | Ghana                                             | Christian Nsiah, Kenneth Andam, Aziz Zakari, Leonard Myles-Mills                   | 1                                                 | 0.250 s                                           | DNF                                               |                                                   |                                                   |

| Heat 4 av 5 Datum: Fredagen den 29 september 2000 | Heat 4 av 5 Datum: Fredagen den 29 september 2000 | Heat 4 av 5 Datum: Fredagen den 29 september 2000 | Heat 4 av 5 Datum: Fredagen den 29 september 2000                                   | Heat 4 av 5 Datum: Fredagen den 29 september 2000 | Heat 4 av 5 Datum: Fredagen den 29 september 2000 | Heat 4 av 5 Datum: Fredagen den 29 september 2000 | Heat 4 av 5 Datum: Fredagen den 29 september 2000 | Heat 4 av 5 Datum: Fredagen den 29 september 2000 |
| Placering                                         | Placering                                         | Nation                                            | Löpare                                                                              | Bana                                              | Reaktion                                          | Tid                                               | Kval.                                             | Rekord                                            |
| Heat                                              | Totalt                                            | Nation                                            | Löpare                                                                              | Bana                                              | Reaktion                                          | Tid                                               | Kval.                                             | Rekord                                            |
| ------------------------------------------------- | ------------------------------------------------- | ------------------------------------------------- | ----------------------------------------------------------------------------------- | ------------------------------------------------- | ------------------------------------------------- | ------------------------------------------------- | ------------------------------------------------- | ------------------------------------------------- |
| 1                                                 | 4T                                                | Kuba                                              | José Ángel César, Luis Alberto Pérez-Rionda, Iván García, Freddy Mayola             | 8                                                 | 0,414 s                                           | 38,74 s                                           | Q                                                 |                                                   |
| 2                                                 | 6                                                 | Australien                                        | Matt Shirvington, Paul Di Bella, Darryl Wohlsen, Patrick Johnson                    | 2                                                 | 0.167 s                                           | 38.76 s                                           | Q                                                 |                                                   |
| 3                                                 | 12                                                | Trinidad och Tobago                               | Niconnor Alexander, Julieon Raeburn, Jacey Harper, Marc Burns                       | 7                                                 | 0.176 s                                           | 39.12 s                                           | q                                                 | SB                                                |
| 4                                                 | 21                                                | Ungern                                            | Viktor Kovács, Géza Pauer, László Babály, Miklós Gyulai                             | 6                                                 | 0.474 s                                           | 39.52 s                                           |                                                   |                                                   |
| 5                                                 | 24                                                | Kamerun                                           | Samuel Nchinda, Serge Bengono, Joseph Batangdon, Benjamin Sirimou                   | 5                                                 | 0.165 s                                           | 39.62 s                                           |                                                   |                                                   |
| 6                                                 | 28                                                | Oman                                              | Mohammed Said Al Maskari, Hamood Al Dalhami, Mohamed Amer Al-Malky, Jihad Al Sheikh | 1                                                 | 0.125 s                                           | 39.82 s                                           |                                                   | SB                                                |
| 7                                                 | 32                                                | Puerto Rico                                       | Osvaldo Nieves, Rogelio Pizarro, Jorge Richardson, Félix Omar Fernández             | 3                                                 | 0.233 s                                           | 40.12 s                                           |                                                   |                                                   |
| 8                                                 | 38                                                | Uzbekistan                                        | Oleg Juravljov, Konstantin Zjuravljov, Anvar Kutjmuradov, Nikolaj Erosjenko         | 4                                                 | 0.423 s                                           | 41.20 s                                           |                                                   |                                                   |

| Heat 5 av 5 Datum: Fredagen den 29 september 2000 | Heat 5 av 5 Datum: Fredagen den 29 september 2000 | Heat 5 av 5 Datum: Fredagen den 29 september 2000 | Heat 5 av 5 Datum: Fredagen den 29 september 2000                    | Heat 5 av 5 Datum: Fredagen den 29 september 2000 | Heat 5 av 5 Datum: Fredagen den 29 september 2000 | Heat 5 av 5 Datum: Fredagen den 29 september 2000 | Heat 5 av 5 Datum: Fredagen den 29 september 2000 | Heat 5 av 5 Datum: Fredagen den 29 september 2000 |
| Placering                                         | Placering                                         | Nation                                            | Löpare                                                               | Bana                                              | Reaktion                                          | Tid                                               | Kval.                                             | Rekord                                            |
| Heat                                              | Totalt                                            | Nation                                            | Löpare                                                               | Bana                                              | Reaktion                                          | Tid                                               | Kval.                                             | Rekord                                            |
| ------------------------------------------------- | ------------------------------------------------- | ------------------------------------------------- | -------------------------------------------------------------------- | ------------------------------------------------- | ------------------------------------------------- | ------------------------------------------------- | ------------------------------------------------- | ------------------------------------------------- |
| 1                                                 | 1                                                 | USA                                               | Kenny Brokenburr, Tim Montgomery, Brian Lewis, Maurice Greene        | 6                                                 | 0,216 s                                           | 38,15 s                                           | Q                                                 |                                                   |
| 2                                                 | 3                                                 | Japan                                             | Shingo Kawabata, Koji Ito, Shingo Suetsugu, Nobuharu Asahara         | 3                                                 | 0.222 s                                           | 38.52 s                                           | Q                                                 | SB                                                |
| 3                                                 | 4T                                                | Polen                                             | Marcin Nowak, Marcin Urbaś, Piotr Balcerzak, Ryszard Pilarczyk       | 7                                                 | 0.215 s                                           | 38.74 s                                           | q                                                 | SB                                                |
| 4                                                 | 18                                                | Ryssland                                          | Dmitri Vasiljev, Aleksandr Rjabov, Aleksandr Smirnov, Sergej Bitjkov | 4                                                 | 0.152 s                                           | 39.29 s                                           |                                                   | SB                                                |
| 5                                                 | 20                                                | Venezuela                                         | Juan Morillo, José Peña, José Carabalí, Hely Ollarves                | 2                                                 | 0.214 s                                           | 39.45 s                                           |                                                   | NR                                                |
| 6                                                 | 29                                                | Kroatien                                          | Slaven Krajacic, Dejan Vojnovic, Siniša Ergotic, Tihomir Buinjac     | 5                                                 | 0.129 s                                           | 39.87 s                                           |                                                   |                                                   |
| 7                                                 | 36                                                | Indonesien                                        | Sukari, Erwin Heru Susanto, Janis Roubaba, John Muray                | 1                                                 | 0.232 s                                           | 40.35 s                                           |                                                   |                                                   |
| 8                                                 | 37                                                | Barbados                                          | Wilan Louis, Victor Houston, Gabriel Burnett, Fabian Rollins         | 8                                                 | 40.38 s                                           |                                                   |                                                   |                                                   |

Omgång 1- Totalt
| Omgång 1 Totala resultat | Omgång 1 Totala resultat | Omgång 1 Totala resultat                                                            | Omgång 1 Totala resultat | Omgång 1 Totala resultat | Omgång 1 Totala resultat | Omgång 1 Totala resultat | Omgång 1 Totala resultat | Omgång 1 Totala resultat |
| Placering                | Nation                   | Idrottare                                                                           | Heat                     | Bana                     | Placering                | Tid                      | Kval.                    | Rekord                   |
| ------------------------ | ------------------------ | ----------------------------------------------------------------------------------- | ------------------------ | ------------------------ | ------------------------ | ------------------------ | ------------------------ | ------------------------ |
| 1                        | USA                      | Kenny Brokenburr, Tim Montgomery, Brian Lewis, Maurice Greene                       | 5                        | 6                        | 1                        | 38,15 s                  | Q                        |                          |
| 2                        | Brasilien                | Vicente de Lima, Édson Ribeiro, André Domingos da Silva, Cláudio Roberto Souza      | 2                        | 8                        | 1                        | 38.32 s                  | Q                        |                          |
| 3                        | Japan                    | Shingo Kawabata, Koji Ito, Shingo Suetsugu, Nobuharu Asahara                        | 5                        | 3                        | 2                        | 38.52 s                  | Q                        | SB                       |
| 4                        | Kuba                     | José Ángel César, Luis Alberto Pérez-Rionda, Iván García, Freddy Mayola             | 4                        | 8                        | 1                        | 38.74 s                  | Q                        |                          |
| 4                        | Polen                    | Marcin Nowak, Marcin Urbaś, Piotr Balcerzak, Ryszard Pilarczyk                      | 5                        | 7                        | 3                        | 38.74 s                  | q                        | SB                       |
| 6                        | Australien               | Matt Shirvington, Paul Di Bella, Darryl Wohlsen, Patrick Johnson                    | 4                        | 2                        | 2                        | 38.76 s                  | Q                        |                          |
| 7                        | Italien                  | Francesco Scuderi, Alessandro Cavallaro, Maurizio Checcucci, Andrea Colombo         | 2                        | 5                        | 2                        | 38.84 s                  | Q                        | SB                       |
| 8                        | Nigeria                  | Uchenna Emedolu, Nnamdi Anusim, Sunday Emmanuel, Deji Aliu                          | 2                        | 4                        | 3                        | 38.97 s                  | q                        | SB                       |
| 9                        | Jamaica                  | Donovan Powell, Dwight Thomas, Lindel Frater, Llewellyn Bredwood                    | 2                        | 3                        | 4                        | 38.97 s                  | q                        |                          |
| 10                       | Frankrike                | Frédéric Krantz, David Patros, Christophe Cheval, Jérôme Eyana                      | 3                        | 5                        | 1                        | 39.00 s                  | Q                        |                          |
| 11                       | Elfenbenskusten          | Eric Pacôme N'Dri, Ahmed Douhou, Yves Sonan, Ibrahim Meité                          | 1                        | 7                        | 1                        | 39.06 s                  | Q                        |                          |
| 12                       | Trinidad och Tobago      | Niconnor Alexander, Julieon Raeburn, Jacey Harper, Marc Burns                       | 4                        | 7                        | 3                        | 39.12 s                  | q                        | SB                       |
| 13                       | Thailand                 | Kongdech Natenee, Vissanu Sophanich, Boonyarit Phuksachat, Sittichai Suwonprateep   | 1                        | 3                        | 2                        | 39.13 s                  | Q                        |                          |
| 14                       | Grekland                 | Georgios Theodoridis, Konstadinos Kederis, Alexios Alexopoulos, Aggelos Pavlakakis  | 3                        | 2                        | 2                        | 39.21 s                  | Q                        |                          |
| 15                       | Slovenien                | Matic Šušteršic, Matic Osovnikar, Bostjan Fridrih, Urban Acman                      | 2                        | 6                        | 5                        | 39.25 s                  | q                        | NR                       |
| 16                       | Kanada                   | Bradley McCuaig, Glenroy Gilbert, Pierre Browne, Nicolas Macrozonaris               | 3                        | 6                        | 3                        | 39.26 s                  | q                        | SB                       |
| 16                       | Irland                   | John McAdorey, Gary Ryan, Tom Comyns, Paul Brizzell                                 | 3                        | 4                        | 4                        | 39.26 s                  |                          | NR                       |
| 18                       | Ryssland                 | Dmitri Vasiljev, Aleksandr Rjabov, Sergej BjtjkovAleksandr Smirnov, Sergej Bjtjkov  | 5                        | 4                        | 4                        | 39.29 s                  |                          | SB                       |
| 19                       | Guatemala                | Nolberto Rolando Blanco, Oscar Meneses, Jose Haroldo Meneses Gonzalez, J. Tinoco    | 1                        | 6                        | 3                        | 39.34 s                  |                          | NR                       |
| 20                       | Venezuela                | Juan Morillo, José Peña, José Carabalí, Hely Ollarves                               | 5                        | 2                        | 5                        | 39.45 s                  |                          | NR                       |
| 21                       | Ungern                   | Viktor Kovács, Géza Pauer, László Babály, Miklós Gyulai                             | 4                        | 6                        | 4                        | 39.52 s                  |                          |                          |
| 22                       | Mauritius                | Jonathan Chimier, Eric Milazar, Stéphan Buckland, Fernando Augustin                 | 3                        | 8                        | 5                        | 39.55 s                  |                          |                          |
| 23                       | Bahamas                  | Renward Wells, Dominic Demeritte, Iram Lewis, Wellington Saunders Whymms            | 1                        | 2                        | 4                        | 39.57 s                  |                          |                          |
| 24                       | Kamerun                  | Samuel Nchinda, Serge Bengono, Joseph Batangdon, Benjamin Sirimou                   | 4                        | 5                        | 5                        | 39.62 s                  |                          |                          |
| 25                       | Cypern                   | Anthimos Rotos, Anninos Marcoullides, Prodromos Katsantonis, Yiannakis Zisimides    | 1                        | 4                        | 5                        | 39.75 s                  |                          |                          |
| 26                       | Israel                   | Kfir Golan, Gidon Yablonka, Tommy Kafri, Aleksandr Porkhomovskiy                    | 3                        | 3                        | 6                        | 39.76 s                  |                          |                          |
| 27                       | Liberia                  | Kouty Mawenh, Sayon Cooper, Andrew Reyes, Koiyan Morlu                              | 2                        | 7                        | 6                        | 39.77 s                  |                          | NR                       |
| 28                       | Oman                     | Mohammed Said Al Maskari, Hamood Al Dalhami, Mohamed Amer Al-Malky, Jihad Al Sheikh | 4                        | 1                        | 6                        | 39.82 s                  |                          | SB                       |
| 29                       | Kroatien                 | Slaven Krajacic, Dejan Vojnovic, Siniša Ergotic, Tihomir Buinjac                    | 5                        | 5                        | 6                        | 39.87 s                  |                          |                          |
| 30                       | Saudiarabien             | Mohammed M M Alyami, Mubarak Ata Mubarak, Salem Mubarak Al-Yami, Jamal Al-Saffar    | 3                        | 7                        | 7                        | 39.94 s                  |                          |                          |
| 31                       | Jugoslavien              | Slobodan Spasic, Predrag Momirovic, Milos Sakic, Milan Petakovic                    | 1                        | 8                        | 6                        | 39.99 s                  |                          |                          |
| 32                       | Puerto Rico              | Osvaldo Nieves, Rogelio Pizarro, Jorge Richardson, Félix Omar Fernández             | 4                        | 3                        | 7                        | 40.12 s                  |                          |                          |
| 33                       | Hongkong                 | Wai Lok To, Kwan Lung Ho, Hon Sing Tang, Wai Hung Chiang                            | 2                        | 2                        | 7                        | 40.15 s                  |                          |                          |
| 34                       | Chile                    | Diego Valdés, Ricardo Roach, Rodrigo Roach, Juan Pablo Faúndez                      | 2                        | 1                        | 8                        | 40.20 s                  |                          |                          |
| 35                       | Indien                   | Anna Durai, Rajeev Balakrishnan, Ajay Raj Singh, Anil Kumar Prakash                 | 1                        | 5                        | 7                        | 40.23 s                  |                          |                          |
| 36                       | Indonesien               | Sukari, Erwin Heru Susanto, Janis Roubaba, John Muray                               | 5                        | 1                        | 7                        | 40.35 s                  |                          |                          |
| 37                       | Barbados                 | Wilan Louis, Victor Houston, Gabriel Burnett, Fabian Rollins                        | 5                        | 8                        | 8                        | 40.38 s                  |                          |                          |
| 38                       | Uzbekistan               | Oleg Juravljov, Konstantin Zjuravljov, Anvar Kutjmuradov, Nikolaj Erosjenko         | 4                        | 4                        | 8                        | 41.20 s                  |                          |                          |
|                          | Storbritannien           | Allyn Condon, Jason Gardener, Marlon Devonish, Dwain Chambers                       | 1                        | 1                        |                          | DQ                       |                          |                          |
|                          | Ghana                    | Christian Nsiah, Kenneth Andam, Aziz Zakari, Leonard Myles-Mills                    | 3                        | 1                        |                          | DNF                      |                          |                          |

### Semifinaler
| Heat 1 av 2 Datum: Fredagen den 29 september 2000 | Heat 1 av 2 Datum: Fredagen den 29 september 2000 | Heat 1 av 2 Datum: Fredagen den 29 september 2000 | Heat 1 av 2 Datum: Fredagen den 29 september 2000                                 | Heat 1 av 2 Datum: Fredagen den 29 september 2000 | Heat 1 av 2 Datum: Fredagen den 29 september 2000 | Heat 1 av 2 Datum: Fredagen den 29 september 2000 | Heat 1 av 2 Datum: Fredagen den 29 september 2000 | Heat 1 av 2 Datum: Fredagen den 29 september 2000 |
| Placering                                         | Placering                                         | Nation                                            | Idrottare                                                                         | Bana                                              | Reaktion                                          | Tit                                               | Kval.                                             | Rekord                                            |
| Heat                                              | Totalt                                            | Nation                                            | Idrottare                                                                         | Bana                                              | Reaktion                                          | Tit                                               | Kval.                                             | Rekord                                            |
| ------------------------------------------------- | ------------------------------------------------- | ------------------------------------------------- | --------------------------------------------------------------------------------- | ------------------------------------------------- | ------------------------------------------------- | ------------------------------------------------- | ------------------------------------------------- | ------------------------------------------------- |
| 1                                                 | 1                                                 | USA                                               | Jon Drummond, Bernard Williams, Brian Lewis, Maurice Greene                       | 6                                                 | 0,142 s                                           | 37,82 s                                           | Q                                                 |                                                   |
| 2                                                 | 3T                                                | Jamaica                                           | Lindel Frater, Dwight Thomas, Christopher Williams, Llewellyn Bredwood            | 1                                                 | 0.154 s                                           | 38.27 s                                           | Q                                                 | NR                                                |
| 3                                                 | 7                                                 | Frankrike                                         | Frédéric Krantz, David Patros, Christophe Cheval, Needy Guims                     | 5                                                 | 0.158 s                                           | 38.64 s                                           | Q                                                 |                                                   |
| 4                                                 | 8                                                 | Italien                                           | Francesco Scuderi, Alessandro Cavallaro, Maurizio Checcucci, Andrea Colombo       | 3                                                 | 0.146 s                                           | 38.67 s                                           | q                                                 | SB                                                |
| 5                                                 | 10                                                | Elfenbenskusten                                   | Eric Pacôme N'Dri, Ahmed Douhou, Yves Sonan, Ibrahim Meité                        | 4                                                 | 0.435 s                                           | 38.82 s                                           |                                                   | SB                                                |
| 6                                                 | 11T                                               | Kanada                                            | Bradley McCuaig, Glenroy Gilbert, Pierre Browne, Adrian Woodley                   | 2                                                 | 0.172 s                                           | 38.92 s                                           |                                                   | SB                                                |
| 7                                                 | 13                                                | Thailand                                          | Kongdech Natenee, Vissanu Sophanich, Boonyarit Phuksachat, Sittichai Suwonprateep | 7                                                 | 0.150 s                                           | 39.05 s                                           |                                                   |                                                   |
| 8                                                 |                                                   | Nigeria                                           | Uchenna Emedolu, Nnamdi Anusim, Sunday Emmanuel, Deji Aliu                        | 8                                                 | 0.194 s                                           | DNF                                               |                                                   |                                                   |

| Heat 2 av 2 Datum: Fredagen den 29 september 2000 | Heat 2 av 2 Datum: Fredagen den 29 september 2000 | Heat 2 av 2 Datum: Fredagen den 29 september 2000 | Heat 2 av 2 Datum: Fredagen den 29 september 2000                                  | Heat 2 av 2 Datum: Fredagen den 29 september 2000 | Heat 2 av 2 Datum: Fredagen den 29 september 2000 | Heat 2 av 2 Datum: Fredagen den 29 september 2000 | Heat 2 av 2 Datum: Fredagen den 29 september 2000 | Heat 2 av 2 Datum: Fredagen den 29 september 2000 |
| Placering                                         | Placering                                         | Nation                                            | Idrottare                                                                          | Bana                                              | Reaktion                                          | Tit                                               | Kval.                                             | Rekord                                            |
| Heat                                              | Totalt                                            | Nation                                            | Idrottare                                                                          | Bana                                              | Reaktion                                          | Tit                                               | Kval.                                             | Rekord                                            |
| ------------------------------------------------- | ------------------------------------------------- | ------------------------------------------------- | ---------------------------------------------------------------------------------- | ------------------------------------------------- | ------------------------------------------------- | ------------------------------------------------- | ------------------------------------------------- | ------------------------------------------------- |
| 1                                                 | 2                                                 | Kuba                                              | José Ángel César, Luis Alberto Pérez-Rionda, Iván García, Freddy Mayola            | 5                                                 | 0,481 s                                           | 38,16 s                                           | Q                                                 |                                                   |
| 2                                                 | 3T                                                | Brasilien                                         | Vicente de Lima, Édson Ribeiro, André Domingos da Silva, Claudinei da Silva        | 4                                                 | 0.394 s                                           | 38.27 s                                           | Q                                                 |                                                   |
| 3                                                 | 5                                                 | Japan                                             | Shingo Kawabata, Koji Ito, Shingo Suetsugu, Nobuharu Asahara                       | 6                                                 | 0.481 s                                           | 38.31 s                                           | Q                                                 | =AR                                               |
| 4                                                 | 6                                                 | Polen                                             | Marcin Nowak, Marcin Urbaś, Piotr Balcerzak, Ryszard Pilarczyk                     | 7                                                 | 0.224 s                                           | 38.60 s                                           | q                                                 | SB                                                |
| 5                                                 | 9                                                 | Grekland                                          | Georgios Theodoridis, Konstadinos Kederis, Alexios Alexopoulos, Aggelos Pavlakakis | 2                                                 | 0.211 s                                           | 38.80 s                                           |                                                   |                                                   |
| 6                                                 | 11T                                               | Trinidad och Tobago                               | Niconnor Alexander, Julieon Raeburn, Marc Burns, Ato Boldon                        | 8                                                 | 0.210 s                                           | 38.92 s                                           |                                                   | NR                                                |
|                                                   |                                                   | Australien                                        | Matt Shirvington, Paul Di Bella, Darryl Wohlsen, Patrick Johnson                   | 3                                                 | 0.215 s                                           | DQ                                                |                                                   |                                                   |
|                                                   |                                                   | Slovenien                                         | Matic Šušteršic, Matic Osovnikar, Bostjan Fridrih, Urban Acman                     | 1                                                 | 0.165 s                                           | DQ                                                |                                                   |                                                   |

Semifinaler totalt
| Semifinaler Totala resultat | Semifinaler Totala resultat | Semifinaler Totala resultat                                                        | Semifinaler Totala resultat | Semifinaler Totala resultat | Semifinaler Totala resultat | Semifinaler Totala resultat | Semifinaler Totala resultat | Semifinaler Totala resultat |
| Placering                   | Nation                      | Idrottare                                                                          | Heat                        | Bana                        | Placering                   | Tid                         | Kval.                       | Rekord                      |
| --------------------------- | --------------------------- | ---------------------------------------------------------------------------------- | --------------------------- | --------------------------- | --------------------------- | --------------------------- | --------------------------- | --------------------------- |
| 1                           | USA                         | Jon Drummond, Bernard Williams, Brian Lewis, Maurice Greene                        | 1                           | 6                           | 1                           | 37,82 s                     | Q                           |                             |
| 2                           | Kuba                        | José Ángel César, Luis Alberto Pérez-Rionda, Iván García, Freddy Mayola            | 2                           | 5                           | 1                           | 38.16 s                     | Q                           |                             |
| 3                           | Brasilien                   | Vicente de Lima, Édson Ribeiro, André Domingos da Silva, Claudinei da Silva        | 2                           | 4                           | 2                           | 38.27 s                     | Q                           |                             |
| 3                           | Jamaica                     | Lindel Frater, Dwight Thomas, Christopher Williams, Llewellyn Bredwood             | 1                           | 1                           | 2                           | 38.27 s                     | Q                           | NR                          |
| 5                           | Japan                       | Shingo Kawabata, Koji Ito, Shingo Suetsugu, Nobuharu Asahara                       | 2                           | 6                           | 3                           | 38.31 s                     | Q                           | =AR                         |
| 6                           | Polen                       | Marcin Nowak, Marcin Urbaś, Piotr Balcerzak, Ryszard Pilarczyk                     | 2                           | 7                           | 4                           | 38.60 s                     | q                           | SB                          |
| 7                           | Frankrike                   | Frédéric Krantz, David Patros, Christophe Cheval, Needy Guims                      | 1                           | 5                           | 3                           | 38.64 s                     | Q                           |                             |
| 8                           | Italien                     | Francesco Scuderi, Alessandro Cavallaro, Maurizio Checcucci, Andrea Colombo        | 1                           | 3                           | 4                           | 38.67 s                     | q                           | SB                          |
| 9                           | Grekland                    | Georgios Theodoridis, Konstadinos Kederis, Alexios Alexopoulos, Aggelos Pavlakakis | 2                           | 2                           | 5                           | 38.80 s                     |                             |                             |
| 10                          | Elfenbenskusten             | Eric Pacôme N'Dri, Ahmed Douhou, Yves Sonan, Ibrahim Meité                         | 1                           | 4                           | 5                           | 38.82 s                     |                             | SB                          |
| 11                          | Kanada                      | Bradley McCuaig, Glenroy Gilbert, Pierre Browne, Adrian Woodley                    | 1                           | 2                           | 6                           | 38.92 s                     |                             | SB                          |
| 11                          | Trinidad och Tobago         | Niconnor Alexander, Julieon Raeburn, Marc Burns, Ato Boldon                        | 2                           | 8                           | 6                           | 38.92 s                     |                             | NR                          |
| 13                          | Thailand                    | Kongdech Natenee, Vissanu Sophanich, Boonyarit Phuksachat, Sittichai Suwonprateep  | 1                           | 7                           | 7                           | 39.05 s                     |                             |                             |
|                             | Australien                  | Matt Shirvington, Paul Di Bella, Darryl Wohlsen, Patrick Johnson                   | 2                           | 3                           |                             | DQ                          |                             |                             |
|                             | Slovenien                   | Matic Šušteršic, Matic Osovnikar, Bostjan Fridrih, Urban Acman                     | 2                           | 1                           |                             | DQ                          |                             |                             |
|                             | Nigeria                     | Uchenna Emedolu, Nnamdi Anusim, Sunday Emmanuel, Deji Aliu                         | 1                           | 8                           |                             | DNF                         |                             |                             |

### Final
| 1 | USA       | Jon Drummond, Bernard Williams, Brian Lewis, Maurice Greene                 | 5 | 0,126 s | 37,61 s | SB |
| 2 | Brasilien | Vicente de Lima, Édson Ribeiro, André Domingos da Silva, Claudinei da Silva | 4 | 0,188 s | 37,90 s | NR |
| 3 | Kuba      | José Ángel César, Luis Alberto Pérez-Rionda, Iván García, Freddy Mayola     | 3 | 0,238 s | 38,04 s | SB |
| 4 | Jamaica   | Lindel Frater, Dwight Thomas, Christopher Williams, Llewellyn Bredwood      | 6 | 0,315 s | 38,20 s | NR |
| 5 | Frankrike | Frédéric Krantz, David Patros, Christophe Cheval, Needy Guims               | 7 | 0,153s  | 38,49 s | SB |
| 6 | Japan     | Shigeyuki Kojima, Koji Ito, Shingo Suetsugu, Nobuharu Asahara               | 2 | 0,221 s | 38.66 s |    |
| 7 | Italien   | Francesco Scuderi, Alessandro Cavallaro, Maurizio Checcucci, Andrea Colombo | 8 | 0,146s  | 38,67 s |    |
| 8 | Polen     | Marcin Nowak, Marcin Urbaś, Piotr Balcerzak, Ryszard Pilarczyk              | 1 | 0,196 s | 38,96 s |    |